# Episodi di Allò Beatrice
La prima e unica stagione della serie televisiva Allò Beatrice è stata trasmessa in anteprima in Francia da Antenne 2 tra il 16 novembre 1984 e il 21 dicembre 1984.
| nº | Titolo originale                    | Titolo italiano                      | Prima TV USA     | Prima TV Italia   |
| -- | ----------------------------------- | ------------------------------------ | ---------------- | ----------------- |
| 1  | Soeur Béatrice de l'indice d'écoute | Suor Beatrice dell'indice di ascolto | 16 novembre 1984 | 24 agosto 1986    |
| 2  | Charmant week-end                   | Splendido weekend                    | 23 novembre 1984 | 31 agosto 1986    |
| 3  | L'affreux séducteur                 | L'incorreggibile seduttore           | 30 novembre 1984 | 7 settembre 1986  |
| 4  | La chèvre                           | L'esca                               | 7 dicembre 1984  | 14 settembre 1986 |
| 5  | Enquête à l'Italienne               |                                      | 14 dicembre 1984 |                   |
| 6  | Agnès et ses papas                  | Agnes e i suoi papà                  | 21 dicembre 1984 | 28 settembre 1986 |